# Tablat (Saint-Gall)
Pour les articles homonymes, voir Tablat (homonymie).
Tablat est une localité et une ancienne commune suisse dans le canton de Saint-Gall

## Histoire
En 1918, Tablat a été incorporée dans la ville de Saint-Gall. La commune comptait alors 19 137 habitants.

## Personnalité liée à la commune
- Johann Künzle (1857-1945), prêtre et herboriste né dans la commune.